# 巴黎文理大学
巴黎文理大学（法語：Université Paris Sciences et Lettres）是于2010年由法国教育部批准的将巴黎地区九所高校及研究所进行合并而组成的一所世界顶尖综合性大学。PSL大学的组成单位包括巴黎高等师范学院、国立巴黎高等化学学校、巴黎第九大学、国立巴黎高等矿业学校、居里研究所、法国国家科学研究中心、法国国家信息与自动化研究所、法国国家健康与医学研究院等名校。
巴黎文理大学为其成员院校的学生统一颁发本科学士学位、硕士学位及博士学位。其教育方针尤其重视研究与跨学科学习。目前，该校约有17000名学生，学习的科目覆盖了自然科学、工程科学、人文社会科学及艺术。
巴黎文理大学组成虽然时间不长，但由于其组成成员如巴黎高等师范学院等早已蜚声世界，故在国际上已受到极大的重视和肯定。2024 QS 世界大学排名将其列为全球第 24 位（法国第一）。

## 历史沿革
在2010年，大学最初的五个创始成员单位达成共识：由于各自分散，缺乏国际知名度和可见度，从而难以获得财政支持并开展科研项目。于是依照法国 科学合作基金 法案中的“高等教育与研究活动”进行组合。 这一崭新的机构被命名为“拉丁区巴黎文理学院”。其创立之初的目的只是在位于巴黎市拉丁区的这些机构间进行自然科学方面的合作从而获取法国政府“未来投资”项目的财政资助。
2010年的初创成员包括巴黎高等师范学院、法兰西公学院、国立巴黎高等化学学校、巴黎高等物理化工学院以及巴黎天文台。 此后，又有八个新成员加入这一大学合并进程，其中巴黎第九大学 和居里研究所两个机构是作为创始成员加入的。   另外六个机构是作为关联成员加入的。它们包括:  国立高等戏剧艺术学院、 巴黎国立高等音乐舞蹈学院、国立高等装饰艺术学院、国立高等美术学院、皮埃尔-吉勒·德热纳研究基金会、以及巴舍理耶研究院。
2011年，巴黎文理学院成为法国“卓越计划”首批三所大学之一。 成立这样一个“科学合作的公立学院”暨“巴黎文理教育”旨在“保障最初的及持续的教育并颁发适格的国家承认的学位证书”。 同时，巴黎高等矿业学校也以关联成员的身份加入巴黎文理学院。此后的第二年便成为创始成员。 之后，更有四个新成员加入：其中法国国立文献学院及高等研究应用学院两个成为创始成员。另外两家社会科学高等学院和法国远东学院为关联成员。
2015年，根据法国《高等教育与研究法》，“科学合作的公立学院”宣告解散，被作为“大学与学院团体”的“巴黎文理研究大学”所替代。 也正是在这年年初，该校的第一批博士候选人因其在原巴黎文理学院所做的博士论文而获得了巴黎文理研究大学的博士学位。
在2016年，法国政府负责合并巴黎文理研究大学的委员会对该合并进行了追踪评估，并对巴黎文理研究大学提出了批判性的意见。该委员会承认大学具有很高的研究与教育水平，但缺乏创立一所综合性大学的整体向心力和人力资源的共享性。  因此，委员会给予巴黎文理研究大学十八个月的延展期以消除这些缺陷并希望得到委员会的认可从而得以存续。 同年，巴黎文理研究大学创立了法国国立时装与材料学院。
2017年，巴黎文理研究大学开始进入 泰晤士高等教育世界大学排名 的声誉排名并高居世界第72位。 同时，也因此被视为法国第一。
2017年9月21日，巴黎行政法院宣告，自2018年9月15日起，巴黎文理研究大学须将其大学标志中原有的“研究大学”字样从所有现存的载体中予以剔除。   
同年，法国国立行政学院与巴黎文理大学宣布设立共同讲坛并签署了战略合作伙伴关系。
2018-2019年，泰晤士高等教育世界大学排名 将巴黎文理大学列为全球第41位（法国第一）。 2019年QS世界大学排名将其列为全球第50（法国第一）。
2022年，PSL大学正式通过实验期，并获得大机构（Grand établissement）的法律地位。

## 组织架构

### 成员
巴黎文理大学目前是一个具有科学、文化和专业性质的公共大型机构（约17000名学生）。其目前即包括2018年已有的九家创始成员。不过，随着它未来部分甚至全部合并另外十家被称为关联成员的学术机构，大学将会逐步发展壮大。 法国国家科学研究中心、法国国立健康与医学研究所、以及 法国国家信息与自动化研究所现已参与到巴黎文理大学的行政管理与学校规划中，与其统一协调各自的发展战略。
- 组成成员：巴黎高等师范学院、巴黎第九大学、国立巴黎高等矿业学校、巴黎高等物理化工学院、巴黎国立高等化学学院、国立文献学院、高等研究应用学院、居里研究所、巴黎天文台。
- 合作伙伴：法兰西公学院、法国远东学院、社会科学高等学院、生物物理化学研究所、巴舍理耶研究院、巴黎国立高等音乐舞蹈学院、国立高等戏剧学院、法国国立高等装饰艺术学院、巴黎国立高等美术学院、高等国家影像与声音职业学院、巴黎-马拉盖国立高等建筑学校。

### 历任校长
2012年，Monique Canto-Sperber 成为大学校长， 但其于2014年辞职。Thierry Coulhon 随即继任。
现任校长为 Alain Fuchs。

## 科学研究
在“2010法兰西大贷款”或“投资未来”的活动框架内，巴黎文理大学放弃了若干早已搁置的项目，对一系列卓越项目进行了整合。

### “卓越计划” IDEX
巴黎文理拉丁区“卓越研究与教学之极”起源于巴黎文理研究大学的卓越计划“Idex”。其旨在将位于巴黎的二十一家成员进行集中重组。2011年3月25日， 巴黎文理研究大学筛选整合了数量仅有七个的一组项目。 2011年5月19日，巴黎文理放弃了卓越选拔档案计划，代之以操作性摘要计划。  2011年7月，由波尔多大学与斯特拉斯堡大学对该项目与另两个项目同时进行了财务筛选。 
当然，项目参与方的多元化有时也被指是其一项缺点。 对此，巴黎文理研究大学的支持者仍强调各机构之间的互补性及合作的巨大潜力。
由此形成的这一机构组合在当年的各项排名中脱颖而出：其每年颁发的博士学位数量以及“法兰西大学学院”成员的数量排名第17，在AERES评为A或A+的实验室内工作的研究人员的数量排名第15，从“欧洲研究委员会”获得资助的数量排第3， CNRS奖获得者的数量排第7，用这些标准进行的总排名为第13。

### 卓越团队
该机构在“卓越团队”框架下推出一系列项目。2011年1月20日，高等教育与研究部部长瓦列里·裴克雷斯公布了第一波遴选的52个团队名单。巴黎文理研究大学获得了8个卓越团队，由其大学成员中的10家分享这一殊荣。这些团队获得了2百万至1千万不等的资助。
巴黎文理研究大学的卓越团队包含了该项目覆盖的所有领域：社科、人文、及自然科学。其中不少具有跨学科特征。在多数情况下，均是其它机构关联依附于巴黎文理研究大学。 当然同时巴黎文理研究大学这些团队看起来也受到其它研究中心的大力支持。

### 卓越实验室
巴黎文理大学建立了11所实验室。其余的实验室或由巴黎文理大学的个别成员在国家或地区项目的框架下建立，或由巴黎文理大学的成员参与创立的高等研究主题网络建立，如FIRST-TF, L-IPSL, OSE及SMP。凭借其11家遴选出的实验室，巴黎文理大学的研究机构位列于其它实验室行列中：可列举的类别有艺术、人文、工业、文化及艺术创作实验室。数字与网络、生活时尚、地球科学、化学、材料等。 2015年加入巴黎文理大学的机构也是Labex实验室的成员(Corail, Hastec 及 Tepsis) 或参与了其它的实验室如CAP, Dynamite, SITES。 

### 巴黎文理大学资助的研究项目

#### 一般项目
大学的卓越计划科研项目旨在将科研人员与教学人员的优势, 在学科之间及大学成员之间建立关联性同一性，并对研究的主要领域进行统一的结构性划分。 由此，大学的研究结构主要包含三大系统：
- “卓越讲席”旨在针对那些对于大学具有战略性特殊地位的研究课题和领域。此类讲席亦能不断吸引研究人员或教授的加盟。
- 对可能形成跨学科研究的结构性项目招聘科研团队进行财政支持。
- 在大学统一平台上或在大学若干成员之间相同的课题范围内现有的团队进行整合/合并进行财政资助。

在第一轮项目招标完成后，11个项目被保留下来，同时出现了10个项目单位成员：1个初级卓越讲席，1个高级卓越讲席，3个结构性项目征召的团队，6个整合团队。

#### 获得初步支持的探索性项目
2012年7月，学校与法国国家科学研究中心联合开始探索型项目 Projets exploratoires premier soutien (PEPS) 的招标以促进文理大学的学科间研究。这些研究计划都有双重使命：一方面支持国家和欧洲层面的创新计划，一方面促进不同学科间的交流合作。研究计划也可获得为青年学者提供的创立或扩大研究团队的基金。总共有40万欧元的资金被投入到这些为期一年的十八个计划中

### 卡诺研究所
卡诺研究所现有两个研究计划：
- 居里夫人癌症研究计划（由居里研究院执行）：促进抗癌研究工业化应用
- ICI（由国家信息与自动化研究所执行）：促进数字技术的工业化应用

卡诺研究所为研究伙伴提供为期五年的认证。认证的研究计划可以在其签约的私人机构提供的资金外的到国家额外的资金支持。

## 学位教育
巴黎文理大学提供从学士到博士阶段的全面教育。其教育横跨从天文到艺术创作、从数学到古典人文领域的各种学科。除了传统的各个学科学位学程之外，巴黎文理大学的合并还开创了新的学习科目和流程，包括：高等研究的多学科（博雅教育）阶段、科技与创新研究所、“科学艺术创作研究”博士等。

### 高等研究的多学科（博雅教育）阶段 (CPES)
高等教育多学科学习阶段 (CPES)，或称博雅教育， 是巴黎文理大学及其关联成员亨利四世中学于2012年创立的教育体系。自2013年起，巴黎高等师范学院、巴黎高等物理化工学院、国立巴黎高等矿业学校、巴黎第九大学、路易大帝中学 均加入了该体系并向CPES的学生开放。这一新课程体系通过亨利四世中学继承了古老的为进入高等教育体系进行预备的课程，其目的即为学生进入大学校预科班进行辅导。
博雅教育旨在提供“创新的高水平的教育，在初始阶段结合法国高等教育课程的两大优点”：一方面，具有“课程质量与强度，教育框架及追踪，有限的班级员额，以及高等专业学院的预备班所具有的特征“，另一方面，又有“自主见习，专业选择的多样性，以研究带教学，不受竞争干扰，和大学自有的专业性。
该教育体系受“美国博雅教育体系的启发”，基于从文理教育的共同基石出发的专业进阶。该体系的位置实际介乎于“大学与大学预科两者之间”。
博雅教育持续三年，并颁发机构毕业证书。

### 巴黎文理大学博士学位
在巴黎文理大学获得博士学位的学生可以获得“巴黎文理博士”学位。该校的博士学位具有高度选拔性。博士学位既可授予基础性研究，亦可授予应用性研究。 

### 科技与创新研究所 (PSL-ITI)
研究所于2014年开学成立，包括了大学的四个成员（巴黎高等师范学院、巴黎高等化学院、巴黎高师和巴黎高科矿业学校）。此计划也包括了学校此塔成员的入学考试，计划与法国国立路桥学校也有深度合作。

### “科学艺术创作研究”博士
科学艺术创作研究博士是整合了学校六个成员机构的博士研究生院：国家高等喜剧学院、巴黎国家高等音乐与舞蹈学院、国家高等装饰艺术学校、国家高等美术学院、巴黎高师、国立高等电影学院。设立的目的是为了促进人文社会科学、工程科学和艺术创作三个不同领域的交流并使各自领域的研究人员可以借鉴其他学科的经验改进研究方法。

## 学习生活
学校不同校区的学生都可以使用巴黎市的文化、体育、活动设施。学校也为学生提供住房、助学金与兼职信息。 

### 业余生活
学校的学生开展多种文化、公民、团结、体育活动：TREVE · 、Dauphine 巴黎九大辩论会、Lutetium 计划, Spi Dauphine等。学校共有一百多个学生组织。每年学校都会评选出三十多个学生组织计划为其提供资金。 